# Route 42 (Manitoba)
La Route 42 (PTH 42) est une courte route provinciale du sud-ouest du Manitoba. Elle relie la route 41 près de Saint-Lazare à la route 16 à Shoal Lake.

## Description du tracé
La route 42 débute à une intersection avec la route 41 à l'est de Saint-Lazare. Elle constitue le prolongement de la route 41 sud. Elle se dirige vers le sud sur une courte distance avant de bifurquer vers l'est. Elle forme un court multiplex avec la route 83 dans les environs de Birtle et continue vers l'est. Alors qu'elle entre dans les limites de Shoal Lake, la route bifurque vers le nord et prend fin à une intersection avec la route 16.

## Intersections majeures
| Division                                      | Ville      | km    | Destinations                          | Notes                                      |
| --------------------------------------------- | ---------- | ----- | ------------------------------------- | ------------------------------------------ |
| No. 15                                        |            | 0,00  | PTH-41 – Saint-Lazare, Russell        | La PTH-42 ouest devient la PTH-41 nord     |
| No. 15                                        |            | 4,80  | PR 568 est                            | Terminus ouest de la PR 568                |
| No. 15                                        |            | 16,20 | PTH-83 nord – Russell                 | Terminus ouest du multiplex avec la PTH-83 |
| No. 15                                        | Birtle     | 18,90 | PTH-83 sud – Miniota                  | Terminus est du multiplex avec la PTH-83   |
| No. 15                                        |            | 27,10 | PR 472 nord – Solsgirth               | Terminus sud de la PR 472                  |
| No. 15                                        |            | 39,30 | PR 264 – Rossburn, Decker             |                                            |
| No. 15                                        | Shoal Lake | 51,00 | The Drive vers PTH-21 – Centre-ville  |                                            |
| No. 15                                        | Shoal Lake | 56,00 | PTH-16 – Russell, Minnedosa Road 137N |                                            |
| - Terminus de multiplex - Transition de route |            |       |                                       |                                            |